# ميجاتون
ميجاتون «العالمية لتصنيع المعدات البترولية» أو (بالإنجليزية: Megatone)‏ هي إحدى شركات قطاع البترول المصري, والتي تأسست عام 2005 كشركة مساهمة مصرية وفقا لأحكام قانون ضمانات وحوافز الإستثمار رقم 8 لسنة 1997 بإستثمارات مصرية 100%.

## نشاط الشركة
- تصنيع وإنتاج وتوزيع وتركيب وصيانة كل من:

- طلمبات تموين وقود السيارات 

 
- المهمات والمعدات المستخدمة في محطات خدمة وتموين السيارات

 
- أجهزة المراقبة والتحكم في صهاريج المواد البترولية 

 
- بالإضافة إلى العديد من الأجهزة والمعدات والأنظمة التي تخدم قطاع البترول والغاز
وذلك لخدمة السوق المصري، بالتعاون مع شركة Gilbarco Veeder - Root العالمية بمصانعها المختلفة في كلا من ( أمريكا - ألمانيا - إيطاليا - الصين - الهند )
- العمل على تسويق وتوزيع كافة منتجات شركة Gilbarco Veeder - Root في السوق المصري
- التعاون مع الشركات العالمية الأخرى لمعدات محطات خدمة وتموين السيارات والمستودعات البترولية

## المساهمين
يساهم في رأسمال الشركة كل من:-
- مستثمرين مصريين : 51%
- الهيئة المصرية العامة للبترول : 49% ممثلة في كل من:

- التعاون للبترول

 
- مصر للبترول

 
- ميدتاب - الشرق الأوسط للصهاريج وخطوط أنابيب البترول